# 弗拉克斯塔
弗拉克斯塔（挪威語：Flakstad）是挪威諾爾蘭郡的一個市镇，行政中心为兰贝格村。市镇面积为178.44平方公里，2023年时人口数量为1,220人。